# Taffin
Taffin – irlandzko–brytyjski thriller z 1988 roku w reżyserii Francisa Megahy. W tytułową rolę Marka Taffina wcielił się przyszły James Bond Pierce Brosnan. Film kręcono w nadmorskiej miejscowości Greystones w irlandzkim hrabstwie Wicklow oraz w Dublinie.

## Fabuła
Lokalna społeczność irlandzkiego miasteczka Ballymoran czuje się zagrożona, gdy chemiczny zakład rozpoczyna budowę na obrzeżach miejscowości po nie do końca legalnemu pozwoleniu na rozpoczęcie przedsięwzięcia. Mark Taffin (Pierce Brosnan) w ramach walki o sprawiedliwość, bierze sprawy w swoje ręce w celu ratowania miasta z opresji.

## Obsada
- Pierce Brosnan – Taffin
- Ray McAnally – O’Rourke
- Alison Doody – Charlotte
- Jeremy Child – Martin
- Dearbhla Molloy – Mrs. Martin
- Jim Bartley – Conway
- Alan Stanford – Sprawley
- Gerard McSorley – Ed
- Patrick Bergin – Mo Taffin
- Britta Smith – Mrs. Taffin
- Jonathan Ryan – Gibson
- Liz Lloyd – Valerie Gibson
- Ronan Wilmot – Deacon
- Liam O’Callaghan – Henderson
- Frank Kelly – Liam
- Dermot Morgan – Micky Guest

## Produkcja
Między autorem książki Lyndonem Malletem, a spółką produkcyjną pojawił się konflikt spowodowany obsadzeniem w roli tytułowej Pierce’a Brosnana. Przyczyną sporu była faktyczna fizjonomia postaci w książce, gdzie Mark Taffin nie był wcale przystojnym mężczyzną. Miał on wyraźną nadwagę, będąc bardzo nieatrakcyjnym – zdecydowanie odmienny wizerunek od tego przedstawionego przez Brosnana.